# دو غجة (أبو الفارس)
دو غجة (بالفارسية: دوگچه) هي منطقة سكنية تقع في إيران في قسم أبو الفارس الريفي. يقدر عدد سكانها بـ 25 نسمة بحسب إحصاء 2016.